# Čínské znaky
Čínské znaky (čínsky 漢字, 汉字, pinyin: Hànzì, český přepis: Chan-c', japonsky 漢字 – Kandži, korejsky 한자 – Hanča) jsou písemná soustava, která je používána pro zápis čínských jazyků (čínštiny, kantonštiny aj.), částečně japonštiny, příležitostně korejštiny a v minulosti též vietnamštiny.
Čínské písmo patří mezi starověká písma a jde o nejdéle soustavně používané písmo na světě. Existuje legenda o Cchang-ťieovi, která popisuje jeho vznik. Podle jedné verze této legendy byly čínské znaky vynalezeny, když Cchang-ťie (okolo roku 2650 př. n. l.), byrokrat za legendárního Žlutého císaře, na hoře Jang-sü (dnes v provincii Šan-si) lovil zvěř, když uviděl želvu, jejíž žíly přitáhly jeho pozornost. Inspirovala ho možná logika skrytá v těchto žílách a díky tomu se rozhodl studovat přírodu. Prozkoumal zvířata celého světa, krajiny světa i hvězdy na nebi a vynalezl první symbolický systém zvaný C' (字), jenž se stal prvním čínským písmem. Také se říká, že toho dne, když se znaky zrodily, čínský lid slyšel truchlení ďábla a viděl obilí padat z nebes jako déšť – to označovalo „druhý vznik světa“.

## Pojmy a výslovnost ve znacích
V čínských znacích se neodráží výslovnost tak přímým způsobem, jako je tomu u latinky v případech mnoha jazyků. Velice zjednodušeně řečeno, téměř pro každý morfém (část slova) existuje zvláštní grafém (grafický prvek – znak, znaménko, značka).

### Nevýhody
Tento fakt samozřejmě značně ztěžuje výuku čtení a psaní jak u cizinců, tak u Číňanů, a je velkou brzdou gramotnosti: na rozdíl od evropských jazyků, kde počet znaků obvykle nepřesahuje 50, čínských znaků jsou tisíce. Obecně řečeno se v jedné době používá přibližně 5000–6000 znaků. Největší slovníky obsahují kolem 80 000 znaků, drtivá většina z nich se však dávno nepoužívá, případně se jedná o varianty (až 1/3).

### Výhody
Na druhou stranu jsou zde i nesporné výhody: v jazykově roztříštěné Číně se spousta vzájemně nesrozumitelných (byť příbuzných) jazyků a dialektů píše stejnými čínskými znaky. Mluvčí kantonštiny se nedomluví s mluvčím standardní čínštiny, ale pokud jsou oba gramotní, mohou si psát. Z podobného důvodu také čínské televizní stanice vysílají filmy v čínském znění s čínskými titulky. V obdobné funkci jako lingua franca (zprostředkující jazyk) řadu staletí byla v Evropě užívána latina a nyní takto slouží celosvětově angličtina a v muslimských zemích arabština. Obdobnou funkci plní běžné moderní piktogramy – symboly, emotikony, dopravní značky, znázornění času hodinami, mezinárodně zavedené oborové znaky a zkratky, například měr a vah, matematické operátory a číslice, interpunkční znaky a také latinské názvosloví v biologii a lékařství.
Totéž platí i o srozumitelnosti dějinné. Historické varianty se sice liší, ale navazují na sebe a zachovávají si alespoň částečnou srozumitelnost.

## Slova

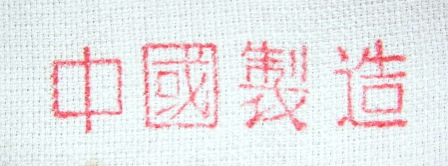
Nápis „Vyrobeno v Číně“

V čínském písmu se nedělají mezery mezi slovy. Pojem slovo má v čínském prostředí jinou hodnotu: jedná se o koncept čistě jazykový, nikoli pravopisný. Ve znakovém zápisu je jedinou jednotkou menší než věta znak; ten ve výslovnosti odpovídá téměř vždy jedné slabice. Na významové úrovni to pak zpravidla bývá morfém, ačkoliv to zdaleka není univerzální pravidlo. Existuje řada znaků, které samy o sobě žádný význam nenesou a získávají jej až ve spojení se znakem jiným, existují také znaky, v nichž jsou obsaženy morfémy dva. Současná čínština již dávno není jazykem jednoslabičným, většina slov je dvojslabičná.
Vzhledem k tomu, že čínské písmo není písmem hláskovým, je poměrně obtížné v něm zachytit výslovnost cizích slov (např. osobních jmen a zeměpisných názvů). Výslovnost se musí napodobit pomocí slabik, které má k dispozici standardní čínština, a její fonetický systém se v tomto kontextu jeví jako velmi omezený podobně, jako např. česká soustava hlásek je velmi nedostatečná pro napodobení čínštiny. Pro zápis dotyčné posloupnosti slabik se pak vyberou vhodné znaky. Každé slabice sice v čínském písmu odpovídá mnoho různých znaků, některé znaky lze ale prohlásit za typické prostředky k fonetické transkripci cizích slov. Příklady:
- 加拿大 = Ťia-na-ta = „Kanada“;
- 澳大利亚 = Ao-ta-li-ja = „Austrálie“; význam znaků přitom nedává smysl: „zátoka+velký+zisk+Asie“.

## Složení znaku
I když se čínské znaky vyvinuly z obrázkového písma, kde každý znak opravdu vystihoval zjednodušenou podobu pojmu, který zapisoval, v současném písmu takových znaků zbyla jen hrstka (a i u nich je často obtížné původní obrázek rozpoznat).

### Části znaku
Drtivá většina dnes používaných znaků se skládá ze dvou částí:
- z tzv. determinativu a
- z fonetika.

### Determinativ a radikál
Existuje přes 500 různých determinativů. Někdy je determinativ zaměňován s tzv. radikálem. Radikály jsou prvky znaku, podle nichž jsou znaky řazeny ve slovníku, a díky dějinným okolnostem se velice často s determinativem kryje. Dnes však existuje mnoho případů, kdy je radikálem zcela jiná složka znaku než determinativ. Znaky se stejným determinativem obvykle vyjadřují příbuzné pojmy: například znaky pro řeku (河), jezero (湖), moře (海) i zátoku (灣) mají determinativ (který je zároveň radikálem), který vznikl zjednodušením znaku pro vodu (水). (Sám znak vody se do této skupiny také počítá, i když mu chybí fonetická složka.)

### Fonetika
Fonetiku (fonetickou složku) tvoří jiný znak, jehož výslovnost je nebo někdy v minulosti byla nějakým způsobem blízká výslednému složenému znaku. Protože se však výslovnost vyvíjí a je v různých místech Číny dosti odlišná, v řadě případů je velmi obtížné fonetickou podobnost vysledovat.
Některé znaky tvořící fonetickou složku jsou dost složité a samy se skládají z dvou částí: radikálu a své fonetické složky.

## Směr písma

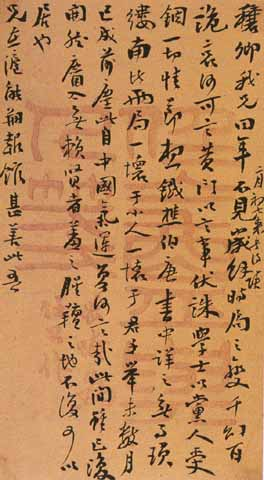
Rukopis psaný tradičně ve sloupcích

Tradičně se znaky kladly do sloupce shora dolů poměrně těsně, sloupce se řadily zprava doleva s malým odstupem. V moderních textech je běžné totéž řazení jako v latince, tedy do řádků zleva doprava, řádky přibývají shora dolů.
Bez ohledu na složitost znaku se všechny grafické složky v jednom znaku musí vejít do čtverce o jednotné velikosti, jako by byly vpisovány do čtverečkovaného rastru.

## Řazení slovníků
Pro nalezení čínského znaku ve slovníku je potřeba umět rozpoznat dvě okolnosti:
- tzv. radikál znaku, tj. základní jednoduchý znak, a
- umět poznat, kolika tahy se znak píše – jednotlivé prvky, ze kterých se čínský znak skládá, mají jednotný počet tahů, kterými se mají psát.

### Tabulka radikálů
Na začátku slovníku je tabulka radikálů, které jsou uspořádané podle počtu tahů. U každého radikálu je uveden seznam znaků s tímto radikálem, které slovník obsahuje; tyto znaky jsou uspořádány opět podle počtu tahů. Protože i znaků se stejným radikálem a počtem tahů může být hodně, bývá příslušná část tabulky nadepsaná čínskou číslovkou, vyjadřující počet tahů fonetické složky.

### Hesla
U každého znaku v tabulce radikálů je nakonec odkaz na příslušné heslo ve slovníku. I když by mohlo jít o číslo stránky, většinou je odkazem přepis výslovnosti znaku — hesla jsou totiž ve slovnících řazena ne podle počtu tahů, ale právě podle přepisu výslovnosti. U čínských slovníků vydaných v ČLR a kdekoli mimo Čínu se výslovnost zapisuje pomocí pchin-jinu. Na Tchaj-wanu stejnému účelu slouží starší čínská abeceda vymyšlená speciálně pro zápis výslovnosti, zvaná ču-jin fu-chao (též Bopomofo). Řazení podle pchin-jinu není stejné, jaké se používá v evropských jazycích píšících latinkou.
V Koreji se obdobně používá hangul a v Japonsku kana.

## Tradiční a zjednodušené znaky
Ve snaze přiblížit písmo širším vrstvám obyvatelstva proběhla v ČLR ve druhé polovině 20. století postupná reforma, která řadu znaků zjednodušila. Kritici ovšem tvrdí, že se tím narušila informace o původu a příbuznosti jednotlivých znaků. Reformy však byly plánovány již od 20. let v souvislosti s velkou vlnou modernizace Číny (Májové hnutí 1919), a mimo to mnohem dalekosáhlejší reformy, které zastřely původní podoby znaků, jejich stavbu, etymologie i příbuznosti a oddělily průměrně gramotné Číňany od starší tradice, proběhly přibližně v letech 300–0 př. n. l. Původní znaky ilustrují úzké spojení mezi významy jednotlivých znaků a vírou prastarých Číňanů v nebesa. 
Zjednodušené znaky jsou dnes standardem v ČLR (s výjimkou Hongkongu a Macaa) a v Singapuru. Na Tchaj-wanu se nadále používají tradiční znaky.
Zjednodušení nejvíce vynikne tam, kde byl zjednodušen radikál, a zásah se tudíž dotkl velké skupiny znaků (např. radikál ve slově jü – „jazyk“: 語 → 语). Zjednodušeně lze říci, že dnes používané čínské znaky se dělí na tři skupiny:
- zjednodušené znaky (mají protějšek mezi tradičními znaky)
- tradiční znaky (v ČLR byly nahrazeny zjednodušeným protějškem)
- znaky, které nebyly zjednodušovány, vypadají tedy v ČLR i na Tchaj-wanu stejně

Ve skutečnosti je situace složitější. Různé varianty téhož znaku existovaly dávno před vznikem ČLR, ke zjednodušování docházelo také, i když v podstatně menší míře. Např. znak tchaj ve slově Tchaj-wan má jednoduchou (台) a složitou (臺) variantu, přesto se i na Tchaj-wanu (tedy v doméně tradičních znaků) používá ta jednodušší.
Své vlastní reformy provedli i Japonci, takže i když kandži lze spíše označit za tradiční znaky, např. znak pro studium (čínsky süe, japonsky gaku) se v Japonsku shoduje s tvarem v ČLR (学), zatímco na Tchaj-wanu a v Hongkongu je složitější (學).